# Ózd
Ózd är en stad i provinsen Borsod-Abaúj-Zemplén i nordöstra Ungern. Staden har 31 234 invånare (2021), på en yta av 92,23 km².